# Sonda (medicina)

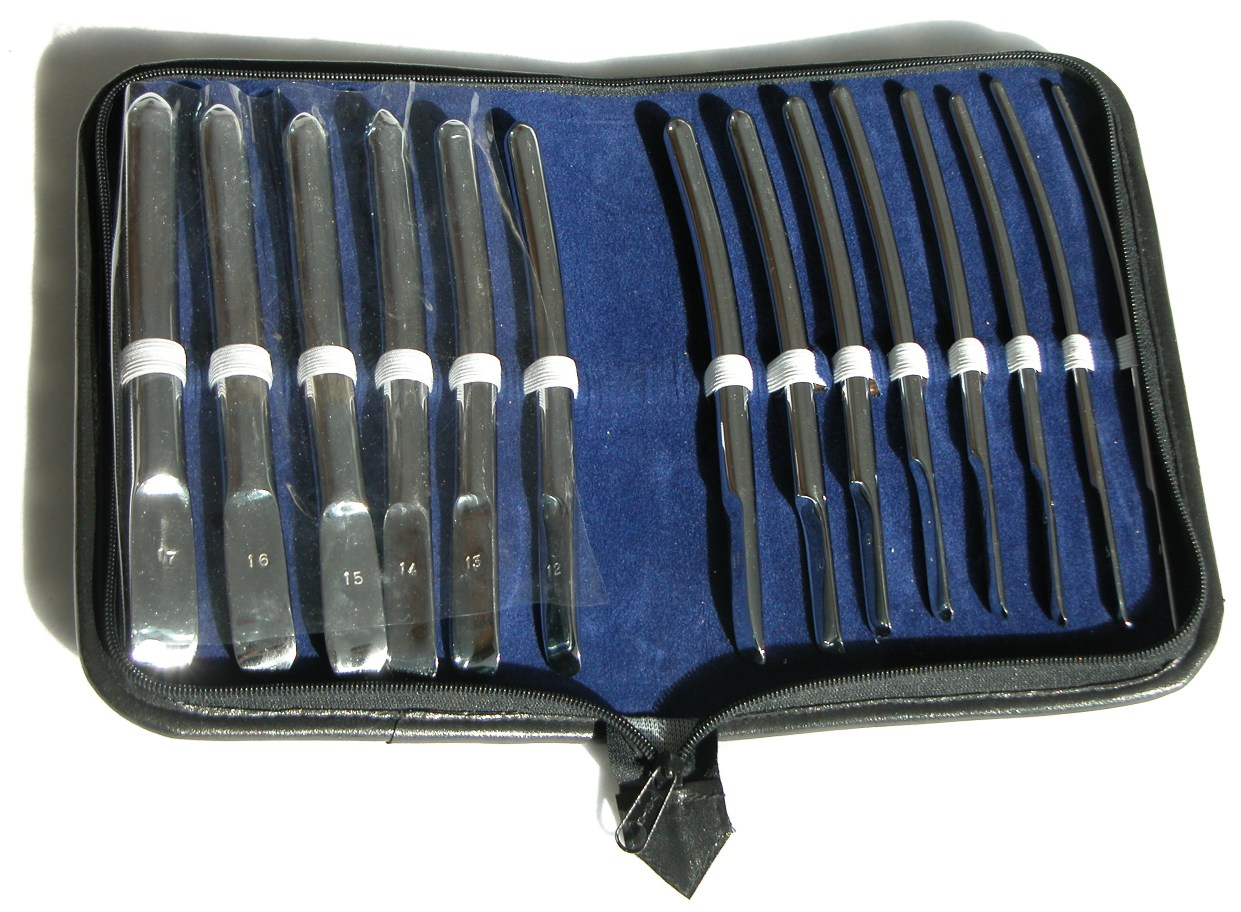
Uterí sons de 'tipus' Hegar, de diàmetres de 17 mm (a l'esquerra) a 4 mm (a la dreta).

En medicina, les sondes són instruments de sondatge i dilatació de conductes dins del cos, els exemples més coneguts dels quals són les sondes uretrals i uterines.

## Sondes uretrals
Les sondes uretrals estan dissenyades per ser inserides en la uretra masculina o femenina, amb el propòsit d'estirar o desbloquejar una estenosi. Hi ha diversos tipus de sondes uretrals:
- Sondes Bakes, també coneguts com a capoll de rosa o sondes de bola; tenen una barra de metall llarga i prima amb un bastonet amb bulb a l'extrem.
- Sondes Dittel: tenen un extrem pla i un extrem arrodonit.
- Sondes Henk; tenen una corba més pronunciada en els extrems, així com un nervi de metall a cada extrem.
- Sones Pratt: són dilatadors uretrals llargs (els de doble casquet solen tenir gairebé un peu de llarg) amb extrems arrodonits i lleugerament doblegades.
- Sondes Van Buren: tenen una sèrie d'extrems molt pronunciats i aplicadors

## Sondes uterines
Aquestes sondes o dilatadors estan destinats a sondejar úter d'una dona a través del coll uterí, per mesurar la longitud i la direcció del canal cervical i l'úter, per determinar el nivell de dilatació, o per induir encara més la dilatació.
El sondatge uterí es pot realitzar abans de la transferència d'embrions per determinar la profunditat de l'úter i la facilitat amb què un catèter de transferència d'embrions pot passar a través del coll uterí.
Es porta a terme abans de la inserció d'un dispositiu intrauterí (DIU) amb la finalitat de mesurar la longitud i la direcció del canal cervical i l'úter. Això redueix el risc de perforar l'úter amb el DIU. Això pot passar quan s'insereix el DIU massa profundament o en l'angle equivocat.
Es poden esmentar els següents tipus de sondes uterines :
- Dilatadors Hegar: tenen dos extrems arrodonits, són bastant curts, i estan lleugerament corbats en forma.
- Sondes Sims: tenen un extrem pla i un extrem arrodonit.